# Helen van der Ben
Helen van der Ben, född den 25 juli 1964 i Amsterdam, Nederländerna, är en nederländsk landhockeyspelare.
Hon tog OS-brons i damernas landhockeyturnering i samband med de olympiska landhockeytävlingarna 1988 i Seoul.